# IFK Kungälv
IFK Kungälv, bildad 1940, är en idrottsförening i Kungälv i Sverige. Klubben hade 2008 cirka 400 medlemmar. Representationslaget i bandy för herrar har spelat flera säsonger i Sveriges högsta division, första gången i dåvarande Division I säsongen 1963/1964. Man vann den södra gruppen i Allsvenskan säsongen 2007/2008, och tog sig från kval vidare till Elitserien säsongen 2008/2009. Bandysektionen har även ett juniorlag och cirka tio pojklag. IFK Kungälv har haft framgångsrik ungdomssektion, framgångsrika U-19 och P-17-lag och deras pojkar födda 1994 tog klubbens hittills enda SM-guld 2012 på Studenternas i Uppsala
Hemmadressen består av en röd tröja, blåa byxor och röda strumpor. Bandylagets hemmaarena heter Skarpe Nord.
Supporterklubben till laget heter Skarpa.

## Historia

### De första decennierna
Klubben bildades 1940 ur Stadsgränsens IF, och tog 1946 klivet upp i Division II. 1950 stod Klubbstugan vid Valbergsdammen färdig. 1954 vann klubben sitt första distriktsmästerskap genom att slå Bagaregården med 2-1. 1958 återkom man till Division 2 efter en tid i lägre division. 1960 användes landisbanan vid Skarpe Nord för första gången. 1963 vann man Division II och lyckades genom kvalspel mot IK Viking  nå division I. Säsongen 1963/1964 slutade man sist i Division I södra, och åkte ur. Säsongen 1964/1965 vann man Division II och lyckades åter ta sig till Division I, där man säsongen 1965/1966 spelade i södergruppen, men slutade sist och återigen degraderades till Division II. Den 14 november 1965 blev Skarpe Nord konstfrusen isbana.

### 1970-talet
Laget spelade åter i Division I säsongen 1969/1970, men lyckades nu hålla sig kvar genom en sjätteplats i södergruppen. 1971 hade man tre spelare i svenska A-landslaget. Säsongen 1971/1972 gick man för första gången till SM-slutspel, där man fick stryk av Falu BS i kvartsfinalerna. 1972 blev klubbens pojklag blev svenska mästare i 70-iaden. 1974 vann klubbens reservlag "Lilla SM". 1975 utsågs Bengt Svanberg till "årets ledare" i svensk bandy. Säsongen 1977/1978 slutade man nia i Division I södra, och förpassades till Division II.

### 1980- och 1990-talen
Säsongen 1984/1985 spelade klubben åter i Sveriges högsta division, som nu även officiellt fått benämningen "Allsvenskan". 1990 bildades officiellt IFK ungdomssektion, och 1997 formades Vision 2000. Säsongen 1997/1998 spelade klubben åter i Allsvenskan, men man föll ur för att säsongen 1999/2000 återigen spela i Allsvenskan, där man föll ur igen.

### 2000-talet
Nu startades en långsiktig strävan mot Allsvenskan 2003.Klubben spelade i Division 1 säsongen 2000/2001, och slutade tvåa i Division 1 södra efter Målilla GoIF. I playoff söder slutade man tvåa efter Gripen Trollhättan BK, och 2 646 personer såg matchen Gripen Trollhättan BK-IFK Kungälv i Trollhättan. I kvalspelet slutade man sist, medan IFK Motala vann kvalgruppen och fick spela vidare i Allsvenskan.
Säsongen 2001/2002 vann man Division 1 västra, och slutade tvåa i playoff söder efter Nässjö IF. I kvalserien till Allsvenskan slutade man sist man Gripen Trollhättan BK vann och fick spela vidare i Allsvenskan.
Säsongen 2002/2003 vann man Division 1 västra, och slutade tvåa i playoff söder efter Katrineholms SK, som man dock vann över hemma på Skarpe Nord. IFK Kungälv slutade sedan tvåa i allsvenska kvalserien, som vanns av Vetlanda BK som därmed fick spela vidare i Allsvenskan.
Säsongen 2003/2004 lyckades man slutligen kvalificera sig för spel i Allsvenskan. I annandagsmatchen mort Ale-Surte BK blev en framgång med storbilds-TV och 2 212 åskådare på läktaren och vinst med 11-2 för IFK Kungälv. Publiksiffran blev femte bästa i bandy-Sverige. IFK Kungälv tog sig även till playoff, men stupade på mållinjen i kampen om uppflyttning till Allsvenskan.
Säsongen 2005/2006 tappade många spelare, och började i stället satsa på egna spelare, med målet att nå Sveriges högsta division senast säsongen 2009/2010. Säsongen 2005/2006 bestod laget av många unga spelare, och tog sig till playoff som 4 i Division 1 södra. I playoff slutade man dock näst sist, före Ale-Surte BK.
Säsongen 2006/2007 samlade annandagsmatchen mot Ale-Surte BK över 2 000 åskådare, och IFK Kungälv vann. Denna säsong gjordes även det svenska seriesystemet för bandy om, och kvalet till den nya Elitserien infördes, där IFK Kungälv började med att besegra Örebro SK från Allsvenskan med 6-3, för att sedan drabbas av sjukdomar och skador, och missa Elitserien. Man tog sig dock till slutspel i Svenska cupen 2007 i Edsbyn genom att slå ut IFK Vänersborg med 6-3.
Säsongen 2007/2008 deltog man i Svenska cupens slutspel i Edsbyn, men misslyckades med att nå slutomgångarnas gruppspel. Sedan inleddes en över 30 matcher lång segersvit i Allsvenskan, som nu blivit Sveriges näst högsta division. I kvalspelet till Elitserien stötte man på Gripen Trollhättan BK, BS BolticGöta och Frillesås BK. Då den södra kvalserien var över hade IFK Kungälv nått Elitserien.

### 2010-talet
Säsongen 2010/2011 slutade man på tionde plats i Elitserien och var med och kämpade om en slutspelsplats i den sista omgången av serien. IFK Kungälvs tränare Tommy Östeberg blev tack vare lagets fina säsong utsedd till årets Elitserietränare av webbplatsen Svenskafans.com
Den 8 april 2016 meddelades att klubben inte uppnått de ekonomiska kraven för elitlicens och därför utesluts ur Elitserien från säsongen 2016/2017, med två veckors möjlighet till överklagan. Den 26 april 2016 meddelade Svenska Bandyförbundet att klubbens överklagan avslagits. Platsen togs i stället av IK Tellus.